# Максимилиан фон Шпее
Вижте пояснителната страница за други личности с името Шпее.
Максимилиан фон Шпее (на немски: Maximilian Graf von Spee 22 юни 1861, Копенхаген, Дания – 8 декември 1914, загива близо до Фолкландските острови) – граф, германски вицеадмирал (1913). Пълното му име е Максимилиан Йоханнес Мария Губертус рейхсграф фон Шпее. Произхожда от едно от най-знатните семейства на Прусия.

## Биография
През 1878 година постъпва в Германския императорски военноморски флот. През 1884 – 85 служи в Африканската крайцерска ескадра, в периода 1887 – 88 командва пристанището Дуала, Камерун. От 1910 е младши флагман на разузнавателните кораби в Големия флот за открито море. През 1912 е директор на Общия департамент на Имперското морско управление.
От края на 1912 командва Германската източноазиатска крайцерска ескадра, предназначена за защита на колониите. В случай на война ескадрата трябвало да затруднява океанските съобщения на противника. Ескадрата се е базирала в наетото от Китай пристанище Циндао в залива Цзяо-Чжоу. В състава ѝ влизат броненосните крайцери „Шарнхорст“ и „Гнайзенау“, леките крайцери „Емден“, „Нюрнберг“ и „Лайпциг“. Екипажите са имали много добра военна подготовка, но към този момент корабите вече са морално остарели.
След началото на Първата световна война, на 13 август 1914 г. Шпее събира военен съвет, след който заповядва на „Емден“ за започне бойни действия срещу комуникациите на съюзниците в Индийския океан, а с останалите сили решава да отплава към бреговете на Чили. На 12 октомври ескадрата достига Великденския остров, където към нея се присъединява крайцерът „Дрезден“.

### Сражението при нос Коронел
На 1 ноември 1914, до чилийското пристанище Коронел, Шпее разгромява крайцерската ескадра на контраадмирал Кредок, потопявайки броненосните крайцери „Монмът“ и „Гуд Хоуп“, на който загива и контраадмирал Кредок. Лекият крайцер „Глазгоу“ и вспомагателният крайцер „Отранто“ успяват да избягат. Германските кораби получават четири попадения, в боя са ранени само двама матроси. Английските кораби са с екипаж от свръхсрочнослужещи, докато моряците на Шпее са заслужили награда за точна стрелба при императорския преглед на флота. Поначало ескадрата на Кредок, захождаща откъм морето е в по-изгодно положение, защото залязващото слънце заслепява артилеристите на Шпее. Но след залеза английската ескадра е ясно отличима на фона на светлия хоризонт, като в същото време корабите на Шпее са неразличими на фона на тъмния бряг. Ориентир за английските мерачи били само светлините от изстрелите на немските кораби. След победата местната немска община организира празненство в чест на адмирала и му подарява букет цветя. Шпее приема подаръка с думите „Това е букетът за моя гроб“.

### Сражението при Фолкландските острови
След битката при Коронел, за борба с ескадрата на Шпее е изпратена нова британска ескадра под командването на вицеадмирал Стърди. Тя е в състав два линейни крайцера („Инвинсибъл“ и „Инфлексибъл“), три броненосни крайцера („Корнуол“, „Кент“ и „Карнарвон“), два леки („Глазгоу“ и „Бристъл“) и два вспомагателни крайцера. Според определени източници, Шпее с голяма неохота поема към Фолкландите. Приближавайки се към тях, изпраща „Гнайзенау“ на разузнаване. Забелязвайки трикраките мачти на английските кораби, незабавно обръща и ескадрата на Шпее решава да се върне. Стърди започва преследване и неговите по-бързоходни скоростни линейни крайцери с главен калибър 305 мм постепенно започват да настигат немците. На 8 декември, с абсолютно превъзходство в силите, Стърди настига Шпее близо до Фолкландските (Малвинските) острови. Около 13 часа „Инвинсибъл“ започва обстрел срещу „Лайпциг“. Шпее взема решение да приеме боя с двата по-бавни броненосни крайцера, които нямат шанс да избягат на преследвачите.
Английските крайцери настигат и потапят леките „Лайпциг“ и „Нюрнберг“. Лекият крайцер „Дрезден“ и корабът-болница „Зайдлиц“ успяват да се откъснат, но на 14 март 1915 „Дрезден“ е потопен до бреговете на Чили. Загубите на немската ескадра са повече от 2100 души, включително самият Шпее и двамата му сина (по-големият Ото – на борда на „Нюрнберг“, малкият – Хенрих – на борда на „Гнайзенау“).